# Тополовецу-Маре (комуна)
Тополовецу-Маре (рум. Topolovățu Mare) — комуна у повіті Тіміш в Румунії. До складу комуни входять такі села (дані про населення за 2002 рік):
- Іктар-Будінц (509 осіб)
- Йосіфалеу (528 осіб)
- Краловец (199 осіб)
- Тополовецу-Маре (1143 особи)
- Тополовецу-Мік (114 осіб)
- Шуштра (478 осіб)

Комуна розташована на відстані 381 км на північний захід від Бухареста, 30 км на схід від Тімішоари.

## Населення
За даними перепису населення 2002 року у комуні проживала 2971 особа.
Національний склад населення комуни:
| Національність            | Кількість осіб | Відсоток |
| ------------------------- | -------------- | -------- |
| румуни                    | 2510           | 84,5%    |
| серби                     | 220            | 7,4%     |
| словаки                   | 91             | 3,1%     |
| угорці                    | 62             | 2,1%     |
| цигани                    | 37             | 1,2%     |
| німці                     | 28             | 0,9%     |
| українці                  | 14             | 0,5%     |
| чехи                      | 3              | 0,1%     |
| росіяни-липовани          | 2              | 0,1%     |
| італійці                  | 2              | 0,1%     |
| болгари                   | 1              | < 0,1%   |
| не вказали національність | 1              | < 0,1%   |

Рідною мовою назвали:
| Мова       | Кількість осіб | Відсоток |
| ---------- | -------------- | -------- |
| румунська  | 2564           | 86,3%    |
| сербська   | 202            | 6,8%     |
| словацька  | 83             | 2,8%     |
| угорська   | 43             | 1,4%     |
| циганська  | 37             | 1,2%     |
| німецька   | 24             | 0,8%     |
| українська | 14             | 0,5%     |
| італійська | 2              | 0,1%     |
| російська  | 1              | < 0,1%   |
| болгарська | 1              | < 0,1%   |

Склад населення комуни за віросповіданням:
| Релігія            | Кількість осіб | Відсоток |
| ------------------ | -------------- | -------- |
| православні        | 2491           | 83,8%    |
| римо-католики      | 211            | 7,1%     |
| п'ятдесятники      | 140            | 4,7%     |
| греко-католики     | 64             | 2,2%     |
| баптисти           | 38             | 1,3%     |
| реформати          | 10             | 0,3%     |
| старообрядці       | 1              | < 0,1%   |
| не релігійні       | 1              | < 0,1%   |
| атеїсти            | 1              | < 0,1%   |
| не вказали релігію | 4              | 0,1%     |